# Іст-Тексас
Іст-Тексас (East Texas) — унікальне нафтове родовище в США. Входить до складу Нафтогазоносного басейну Мексиканської затоки. Відкрите у 1930 році. Поклади на глибині 0,9-1,1 км. Початкові запаси 792 млн т. Густина нафти 0,79-0,86 г/см3, вміст сірки 0,32%. Центр видобутку — м. Даллас.